# Analytica Chimica Acta
Analytica Chimica Acta (abreviada Anal. Chim. Acta) és una revista científica dedicada a la publicació de recerca en química analítica. Es fundà el 1947 i publica articles en anglès, francès i alemany amb periodicitat mensual. L'editora és l'editorial holandesa Elsevier.
Aquesta revista proporciona un fòrum per a la ràpida publicació d'investigacions originals i revisions crítiques sobre tots els aspectes de la ciència analítica moderna fonamental i aplicada. El seu factor d'impacte fou 4,513 (2014).